# 岩手県立大学の人物一覧
岩手県立大学の人物一覧（いわてけんりつだいがくのじんぶついちらん）は、岩手県立大学に関係する人物の一覧記事である。

## 著名な教員
- 鈴木厚人 - 学長
- 三上邦彦 - 社会福祉学部人間福祉学科教授
- 役重眞喜子 - 総合政策学部准教授
- 柴木恒一 - 宮古短期大学部講師

## 元教職員
- 西澤潤一（初代学長、電子工学、元東北大学総長）
- 谷口誠（第2代学長、外交官、日本人初OECD事務次長）
- 石井トク（名誉教授、看護倫理学、元日本赤十字北海道看護大学学長）
- 高沢武司（名誉教授、社会福祉学）
- 古川浩一（名誉教授、経営学、東京工業大学名誉教授）
- 米地文夫（名誉教授、地理学）

## 著名な出身者
- 安部香里（ローカルタレント、リポーター）
- 小桜池なつみ（漫画家）
- 甲斐谷望（IBC岩手放送アナウンサー）
- 河内山拓樹（独立リーグ野球選手）
- 坂口奈央（元岩手めんこいテレビアナウンサー、大学院在籍）
- ビートまりお（COOL&CREATEヴォーカル、中退）
- 小山怜央（将棋棋士）[1]